# Verpeilspitze
Verpeilspitze – szczyt w Alpach Ötztalskich, części Centralnych Alp Wschodnich. Leży w Austrii w kraju związkowym Tyrol. Szczyt otaczają lodowce Neururer Ferner, Rotenkarferner i Plangeroßferner. Sąsiaduje z Watzespitze.
Szczyt można zdobyć drogami ze schroniska Kaunergrathütte (2817 m). Pierwszego wejścia dokonali Theodor Petersen, Anna Voigt, Stefan Kirschner, Johann Penz i Johann Praxmarer 4 września 1886 r.